# Klockarmalmens begravningsplats
Klockarmalmens begravningsplats (finska: Kellonummen hautausmaa) är en begravningsplats i Esbo i Finland som förvaltas av Esbo kyrkliga samfällighet. Den är belägen norr om Gamla Esbo, i Björnkärrs område i byn Gloms. Begravningsplatsen togs i bruk år 1986 och har en yta på 19,6 hektar.

## Historia
Esbo kyrkofullmäktige beslutade redan år 1956 att köpa ett 5,5 hektar stort markområde vid Klockarbäck, men starten av planeringstävlingen försenades med mer än två decennier. För grundandet av Klockarmalmens begravningsplats utlystes en idétävling, som Esbo kyrkoråd godkände den 17 september 1978. Inom den utsatta tiden inkom 22 tävlingsförslag, varav landskapsarkitekt Auli Hietakangas-Kochs förslag Skog och äng utsågs till vinnare. Byggandet av begravningsplatsen inleddes i början av 1980-talet, och genom ytterligare markköp utökades dess område till 19,59 hektar. Klockarmalmens begravningsplats stod färdig år 1986, och år 2007 tillkom ett konfessionslöst gravområde.
I augusti 2024 meddelade STT Info att Esbo församlingars begravningsplats Klockarmalmen fick den prestigefyllda Green Flag Award-utmärkelsen för 2024–2025. Den värdighet begravningsplatsen utstrålade och att skötseln och underhållet höll hög kvalitet övertygade juryns domare för tredje gången.
På begravningsplatsen finns ett kapell och en servicebyggnad, ritade av arkitekterna Timo och Tuomo Suomalainen. Begravningskapellet är byggt ovanpå en tidigare soptipp. Gravarna ligger i en naturskön tallskog.

## Kända personer begravda på Klockarmalmens begravningsplats
- Kai Heinonen, karikatyrtecknare
- Antti Hyry, författare
- Esa Kaartamo, musiker, producent, låtskrivare, medgrundare av finländska musikgruppen Broadcast
- Juha Keltti, jurist, medborgaraktivist
- Paavo Pentikäinen, skådespelare, teaterregissör
- Gösta Sundqvist, musiker, radiokomiker, producent, sångare i Leevi and the Leavings
- Jukka Wasama, trummis (Piirpauke, Wasama Quartet)